# Kongresna knjižnica
Kongresna knjižnica (uradno angleško Library of Congress) je študijska knjižnica s sedežem v Washingtonu, ZDA, ki uradno deluje v podporo Kongresa Združenih držav Amerike, a je odprta tudi za javnost in velja za de facto nacionalno knjižnico ZDA. Poleg tega ima vloge centra bibliografskih informacij, ameriške agencije za avtorske pravice in nacionalne knjižnice za slepe in invalidne.
Kongresna knjižnica je bila ustanovljena 24. aprila 1800, ko je predsednik John Adams podpisal zakon o kongresu, ki je zagotovil tudi prenos sedeža vlade iz Filadelfije v novo glavno mesto Washington. Z zbirko preko 34,5 milijona knjig in preko 150 milijonov vseh katalogiziranih enot (po podatkih iz leta 2012) je največja knjižnica v državi ter po nekaterih merilih tudi na svetu.
Sprva je imela knjižnica svoje prostore neposredno v stavbi Kongresa (United States Capitol), kar je kmalu vodilo do prostorske stiske, še posebej po tistem, ko je prevzela vlogo nacionalne agencije za avtorske pravice in je pričela prejemati obvezne izvode publikacij od vseh izdajateljev, ki so želeli registrirati avtorske pravice. Zato je bila konec 19. stoletja zgrajena namenska zgradba na Kapitolskem griču nasproti Kongresa, ki je bila kasneje poimenovana po državniku Thomasu Jeffersonu in je še danes sedež knjižnice. Kasneje sta bili poleg nje zgrajeni še dve knjižnični poslopji, Stavba Johna Adamsa (1939) z dodatnim prostorom za zbirke in Spominska stavba Jamesa Madisona (1980), kamor se je preselila administracija. Leta 2007 je pridobila še nekdanji vladni bunker iz hladne vojne v Virginiji, kjer je s preselitvijo zbirke avdio-vizualnega gradiva nastal nacionalni avdio-vizualni arhiv in restavratorski center.